# Consuelo N. Bailey
Consuelo Northrop Bailey (* 10. Oktober 1899 in Fairfield, Vermont; † 9. September 1976 in Burlington, Vermont) war eine US-amerikanische Anwältin und Politikerin, die von 1955 bis 1957 Vizegouverneurin von Vermont war.

## Leben
Consuelo Northrop Bailey wurde auf der elterlichen Northrop Farm bei Fairfield in Vermont geboren. Nach ihrem Schulabschluss in St. Albans studierte sie an der University of Vermont und erwarb einen Bachelor in Philosophie. Einige Zeit arbeitete sie als Lehrerin, dann besuchte sie die Boston University School of Law und studierte Rechtswissenschaften. Nach ihrem Abschluss im Jahr 1925 erhielt sie als siebte Frau die Zulassung zur Anwältin von der Vermont Bar Association. Im selben Jahr wurde sie zur öffentlichen Anklägerin von Burlington bestellt und von 1927 bis 1931 war sie Staatsanwältin von Chittenden County, zu dieser Zeit in der Region östlich des Mississippi die einzige Frau in diesem Amt. Die Zulassung zum Obersten Gerichtshof von Vermont bekam sie im Jahr 1926 und zum United States District Court im Jahr 1927, die zum Obersten Gerichtshof der Vereinigten Staaten im Jahr 1933, wiederum als erste Frau, die diese Zulassung bekam. Im Jahr 1942 folgte die Zulassung zum United States Court of International Trade.
In den Senat von Vermont wurde sie 1930 gewählt und gehörte diesem von 1931 bis 1933 an. Von 1951 bis 1955 saß sie im Repräsentantenhaus von Vermont. Dort wurde sie 1953 zur ersten Sprecherin. Gleichzeitig wurde sie von Präsident Dwight D. Eisenhower in das U.S. Post Office Advisory Board berufen. Die Wahl zur Vizegouverneurin gewann sie im Jahr 1954 und ihre Amtszeit dauerte von 1955 bis 1957. Sie war die erste Frau, die dieses Amt in einem Bundesstaat innehatte.
Bailey war Mitglied der Republikanischen Partei und Mitglied in Town, County und State Komitees. Im Jahr 1936 wurde zur Komiteefrau für Vermont gewählt und dieses Amt hatte sie 37 Jahre inne. Zu nationalen Versammlungen der Republikanischen Partei in den Jahren 1936 und 1944 wurde sie als Delegierte für Vermont gewählt. Bei den Präsidentenwahlen in den Jahren 1956 und 1972 gehörte sie dem Electoral College für Vermont an.
Consuelo Bailey heiratete 1940 Henry Albon Bailey. Gemeinsam hatten sie bis zur Erkrankung des Ehemanns eine Anwaltspraxis. Danach führte sie die Praxis alleine weiter. Henry Albon Bailey starb im Jahr 1961. Consuelo N. Bailey starb am 9. September 1976 in Burlington. Ihr Grab befindet sich auf dem Sheldon Cemetery in Sheldon.